# Konstanty Kazimierz Aleksandrowicz
Konstanty Kazimierz Aleksandrowicz herbu własnego – sędzia ziemski grodzieński w latach 1661–1669, podsędek grodzieński w latach 1653–1661, pisarz ziemski grodzieński w latach 1648–1653, podstoli grodzieński w latach 1639–1648, wójt grodzieński w latach 1633–1667.
Jako poseł na sejm konwokacyjny 1648 roku z powiatu grodzieńskiego był członkiem konfederacji generalnej zawiązanej 31 lipca 1648 roku. Poseł sejmiku grodzieńskiego na sejm 1649/1650, 1650, 1662 roku, poseł na sejm 1653, 1655, 1659 roku.
Na sejmie 1662 roku wyznaczony z Koła Poselskiego komisarzem do zapłaty wojsku Wielkiego Księstwa Litewskiego. Ostatnie zapisy w których  Konstanty Kazimierz jest wymieniony zamykają się datą 10 czerwca 1669 roku. 